# Nettastoma melanurum
Nettastoma melanurum, conosciuto comunemente come becco d'anatra o pesce serpe codanera, è un pesce abissale della famiglia Nettastomatidae.

## Distribuzione e habitat
Si trova nel mar Mediterraneo e nell'Oceano Atlantico, sia orientale tra le isole del Capo Verde e il Portogallo che occidentale, dal Golfo del Messico alle coste del Brasile. Nei mari italiani è comune, tranne che nel mar Adriatico dove è molto raro.

Vive in acque profonde, tra i 100 ed i 1000 metri, la massima densità si ha attorno ai 600 m. Popola fondi fangosi al cui interno vive infossato.

## Descrizione
Questo pesce è molto simile alla facciolella. Si tratta di un anguilliforme ed ha le pinne impari riunite in un'unica pinna mediana decorrente attorno al corpo. Le pinne pari sono invece assenti. Il corpo è molto allungato e sottile, con la parte posteriore schiacciata lateralmente. La bocca è grande e supera l'occhio, che è più grande che nella facciolella, è armata di fitti denti. Le mascelle sono sottili e formano una specie di becco. La pinna dorsale, piuttosto alta, è inserita molto più avanti che nella facciolella. La parte caudale è fine ed appuntita; ha colore nero.

Il colore è nerastro o grigio scuro sul dorso e bianco sul ventre.

Può arrivare ad 80 cm di lunghezza.

## Alimentazione
Predatore, si ciba di invertebrati bentonici e di pesci, principalmente pesci lanterna.

## Riproduzione
Avviene tutto l'anno. La larva è un leptocefalo.

## Pesca
Si cattura con le reti a strascico e talvolta abbocca ai palamiti. Le carni, commestibili, sono liscose e per questo non si trova quasi mai sui mercati.